# Аннаполіс-Роял

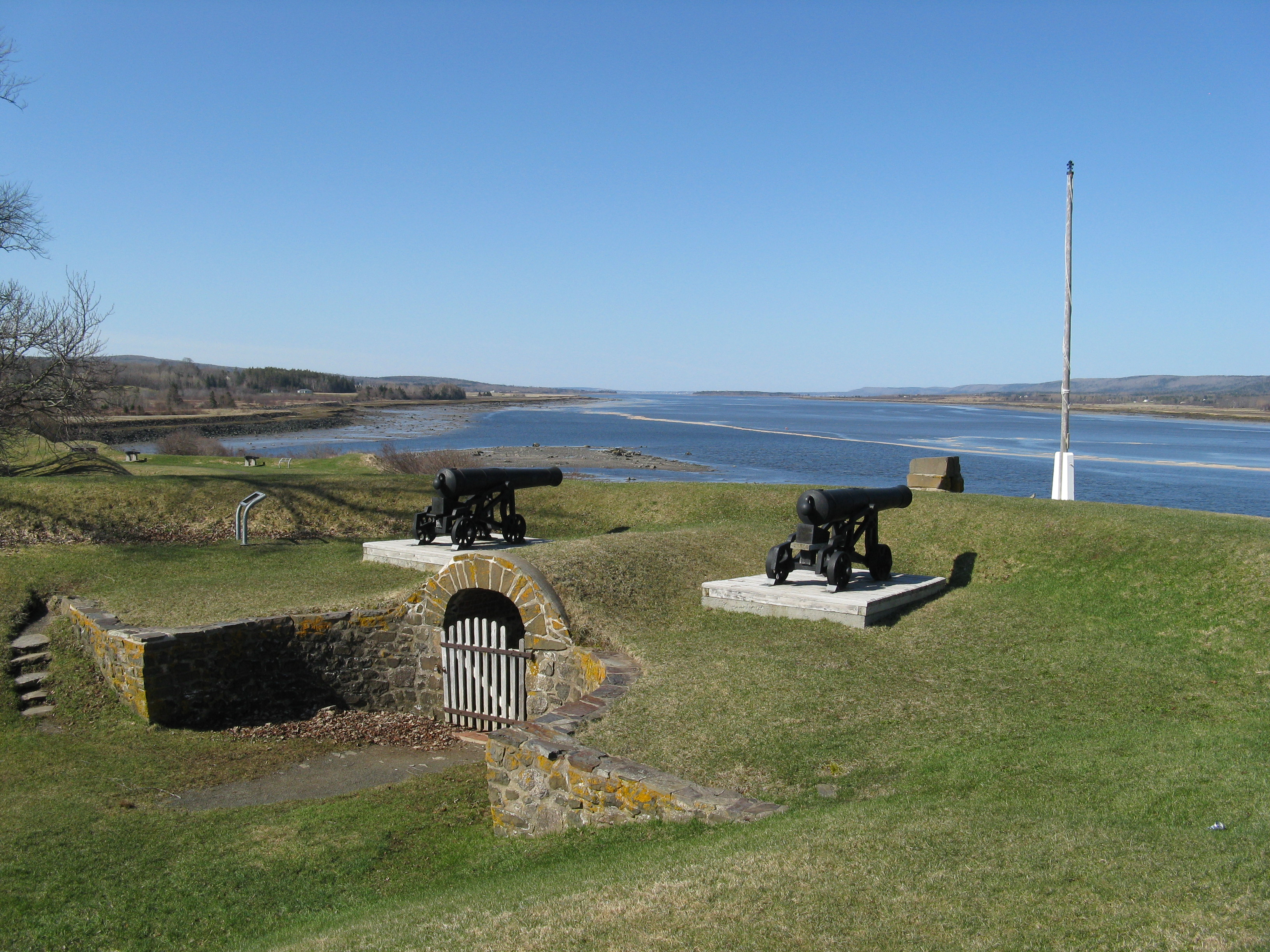
Гармати у Форт-Анн

Аннаполіс-Роял — перше поселення французів в Північній Америці (Нова Франція).
Заснував поселення Самюель де Шамплен в 1605 році під назвою Порт-Рояль. Він став столицею регіону Акадія, а також центром рибальства та піратства. Зі стратегічних міркувань порт неодноразово атакували англійці і зрештою оволоділи ним у 1710 році, хоча французи робили спроби повернути порт під свій контроль. Перейменований на честь королеви Анни. Був столицею Нової Шотландії до заснування Галіфаксу в 1749. Зараз — невелике місто і туристична пам'ятка.
У реконструйованому старовинному селищі Форт-Анн (англ. Fort Anne) туристів зустрічають співробітники музею в старовинних костюмах.